# Ricardo Wall
Richard Wall (ur. 5 listopada 1694 w Nantes, zm. 26 grudnia 1777 w Soto de Roma) – irlandzki dyplomata, żołnierz i minister w służbie Hiszpanii.
Pełnił funkcję pierwszego sekretarza stanu Hiszpanii od roku 1754 do 1763. Zaangażował kraj w wojnę siedmioletnią, by pomóc Francji, co skończyło się klęską Hiszpanii i jego odwołaniem.

## Życiorys

### 1694-1726
Wall urodził się w Nantes, ponieważ jego rodzice jako stronnicy Jakuba II Stuarta uciekli po bitwie pod Boyne do Francji. Jego ojciec Matías Wall, był oficerem w armii Jakuba II (Regiment Fitz-James) i był ciągle nieobecny. Wychowaniem jego syna zajął się jeden z krewnych, prawdopodobnie Gilbert Wall. Nic nie wiadomo bliżej o jego dzieciństwie. Około 1710 roku został paziem księżnej Vendôme. W 1716 roku opuścił Francję i wszedł w służbę hiszpańską, gdzie jego protektorem był kardynał Giulio Alberoni.
Wstąpił do Królewskich Kadetów („Colegio Real de Guardiamarinas”), który to oddział założył minister José Patiño w roku 1717, nieco potem służył na okręcie Real San Felipe (74 działa), gdzie jego dowódcą był Admirał Gaztañeta. Na tym okręcie brał udział w kampanii mającej umożliwić odzyskanie Sycylii (1718), aż do chwili gdy bitwa koło przylądka Passaro zniszczyła hiszpańską flotę. Po klęsce Wall dołączył do regimentu irlandzkiego (Hibernia), gdzie służył pod markizem Lede. Brał udział w bitwach pod Melazzo i Francavilla. Przy kolejnej kampanii (Ceuta 1720-1721), Wall był adiutantem markiza, a w końcu został kapitanem Regimentu de Batavia (dragoni).

### 1727-1729
W 1727, Wall towarzyszył księciu Lirii w misji ambasadora do Rosji. Książę, który również żył wcześniej na wygnaniu (Saint Germain-en-Laye, 1696) i który był synem księcia Berwick, polegał na nim w pełni. To przyspieszyło karierę Walla. Proponowano mu ambasadę w Berlinie, lecz nie otrzymał w końcu tego stanowiska. Miał jednak okazję służyć w służbach dyplomatycznych w takich miejscach jak Drezno, Berlin, Parma i Petersburg. W roku 1729 powrócił do Hiszpanii.

### 1730-1740
W latach 1732–1734, uczestniczył w wyprawie do Toskanii, by osadzić Don Carlosa na tronie Parmy. Brał potem udział w wojnie o Neapol (część konfliktu zwanego wojna o sukcesję polską) (1734-1735) i w operacjach wokół miast Kapua, Mesyna i Syrakuzy. W 1737 otrzymał Order św. Jakuba, w 1741 zaś „encomiendę” (feudum) w Peñausende, wraz z: Peralejos de Abajo, Saucelle, Saldeana i Barrueco Pardo (obecnie w prowincji Zamora i Salamanca). W 1740 przejął regiment, którym dotychczas dowodził, a motto jego rodziny: Aut Caesar aut nullus stało się mottem regimentu.

### 1744-1753
W roku 1744 został brygadierem, a w 1747 marszałkiem polowym, walczył w Lombardii (wojna o sukcesję austriacką), dzięki sukcesom wojennym zdobył sympatię wpływowych ministrów, m.in. markiza de Huéscar.
Przerwał karierę wojskową po ranie, jaką zadano mu bitwie pod Plasencią (1746) i został dyplomatą. W maju 1747 został wysłannikiem do Republiki Genui mającym podejmować jedynie tematy związane z wojną. Parę tygodni potem minister José de Carvajal y Lancaster, bliski przyjaciel Huescara, wysłał Walla do Londynu.
Musiał jednocześnie zabiegać o separatystyczny pokój z Wielką Brytanią i walczyć z konkurencją zazdrosnego markiza Tabuérniga. W Londynie mieszkał przy Soho Square, modnej części miasta, gdzie słynny malarz Jean-Baptiste van Loo namalował jego portret (obraz dziś w National Gallery, w Dublinie).
W roku 1752 przedsięwziął krótką wizytę do Hiszpanii, gdzie poznał nowego króla Ferdynanda VI i Carvajala, którego nie znał dotąd osobiście. Otrzymał wówczas stanowisko generalnego dzierżawcy królewskiego (Teniente General).

### 1754-1763
W roku 1754 Wall został odwołany z Londynu by zostać MSZ po śmierci Carvajala. Kilka miesięcy później wspólnie z księciem Huescar i brytyjskim ambasadorem (Benjamin Keene), doprowadził do ustąpienia dawnego wroga Carvajala (markiza Ensenada) z urzędu. Wall utrzymał się u władzy do 1763 roku. W listach jakie pozostawili Benjamin Keene i jego następca lord Bristolu, widać zaufanie do Walla. Gdy toczyła się wojna siedmioletnia (1756-1763) Wall był zwolennikiem rekompensat dla brytyjskich kupców. Wielokrotnie stawał się celem „partii francuskiej” w Madrycie, gdyż jako cudzoziemiec był podejrzewany o skryte probrytyjskie sympatie. Wspominał o tym wielokrotnie posłom brytyjskim.
Pokojową swą politykę Wall określał jako „neutralidad religiosa”, „religijną neutralność” (wobec toczącej się od roku 1756 wojny francusko-brytyjskiej), lecz kiedy król Ferdynand VI Burbon zmarł, trudno było utrzymać Wallowi wpływy w „roku bez króla” („el Año sin Rey”), a nowy król podpisał natychmiast z Francją pakt familijny.
Nowy władca Karol III Burbon (1759-1788), utrzymał Walla na stanowisku. W 1761 Hiszpania znalazła się w stanie wojny przeciw Brytyjczykom mimo jego starań, na co skarżył się lordowi Bristolu. III pakt familijny uczynił pozycję Walla trudną, a klęski wojenne spowodowały jego ustąpienie w roku 1763.
Podczas swego administrowania utworzył liczny zastęp klientów, rządzących potem Hiszpanią. Byli nimi: Jerónimo Grimaldi, Pedro de Aranda, hrabia Campomanes, Manuel de Roda, hrabia Fuentes, hrabia Ricla, a także wielu Irlandczyków: Alejandro O’Reilly, Demetrius O'Mahony, hrabia Mahony, Peter Lacy, Diego Purcell, Diego Nangle, Pedro Stuart, Ambrosio O’Higgins, Guillermo Bowles, Bernardine Ward i Carlos McCarthy. Inni znani to: Francisco Perez Bayer, Jose Clavijo y Fajardo, Benito Bails, Celestino Mutis, Jose Agustín del Llano, Bernardo de Iriarte, Bernardino del Campo, Nicolas de Azara, i Juan Chindulza.

### 1763-1777
Król dał mu dużą pensję i królewszczyznę Soto de Roma, niedaleko miasta Grenada, które potem dostanie Manuel Godoy, a jeszcze później Wellington. Wall mieszkał tam do końca, dając schronienie i gościnę wszystkim, zwłaszcza brytyjskim podróżnym.
Zmarł 26 grudnia 1777. Jego spowiednik Juan Miguel Kayser, jezuita otrzymał lwią część spadku, nieco dostał też kuzyn Eduardo Wall. Wall nigdy nie był żonaty i nie miał potomków. Brytyjski historyk William Coxe myli się pisząc, ze Wall był wysyłany na misję do Ameryki Hiszpańskiej by odebrać Jamajkę Anglikom. Coxe myli dwie osoby: Johna Savy’ego, zwany Miguel Wall i Richarda (Ricardo) Walla (The National Archives (Kew), State Papers, 94/126). Podobnie Wall nigdy nie był ambasadorem w Holandii czy Akwizgranie, jak podaje Coxe.